# Little Hormead Brook
Der Little Hormead Brook ist ein Wasserlauf in Hertfordshire, England. Er entsteht östlich von Little Hormead und fließt durch den Ort, um dann in den River Quin zu münden.